# Pamela Rehfeld

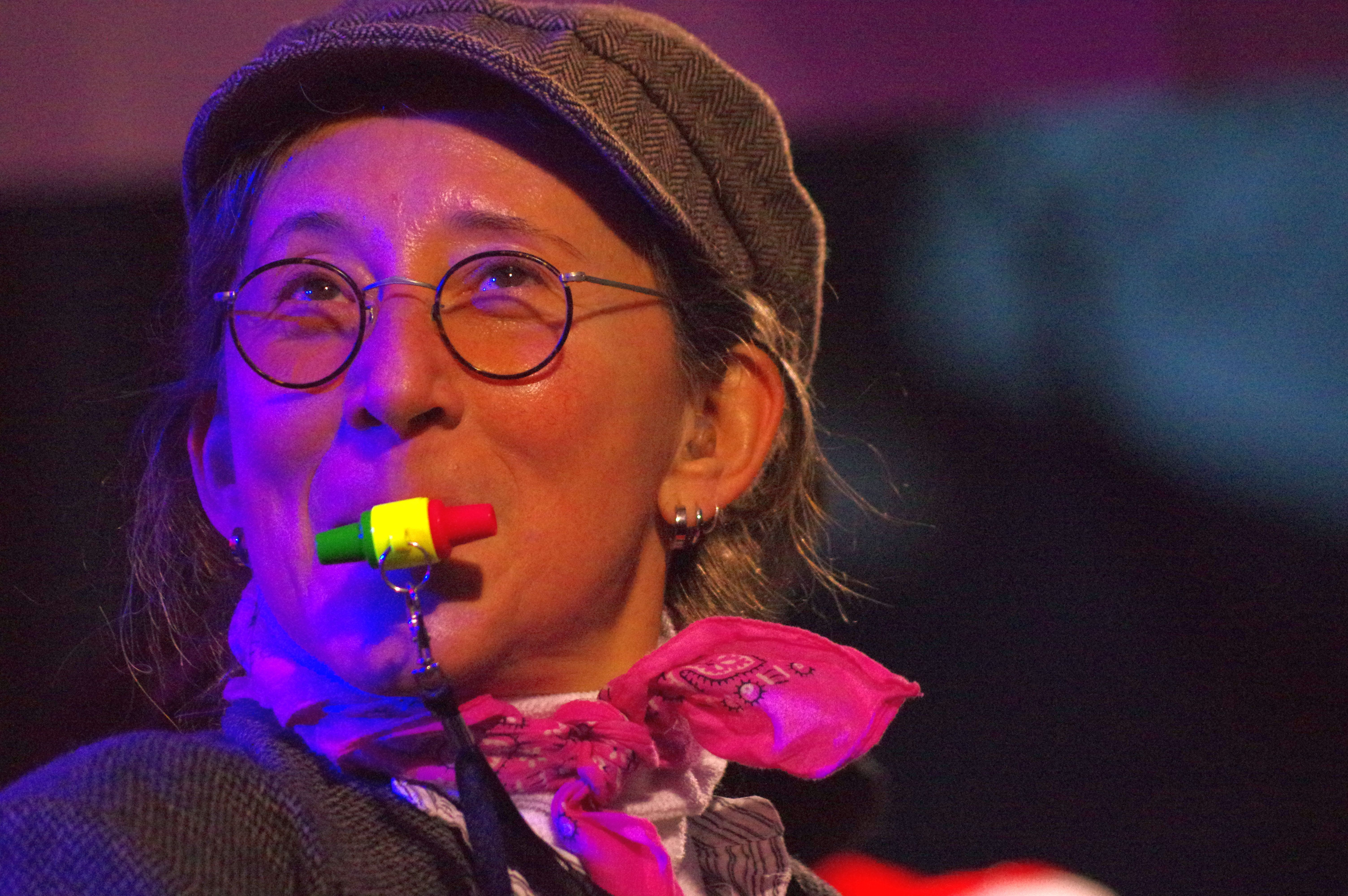
Pamela Rehfeld beim Rixdorfer Weihnachtsmarkt 2015

Pamela Rehfeld (* 1. Juni 1965 in Berlin) ist eine deutsche Tänzerin, Perkussionistin und Musikpädagogin.

## Leben
Schon mit 5 Jahren im Ballettunterricht und 7-jährig das erste Mal auf der Bühne, absolvierte sie nach dem Abitur (1983) zunächst eine Ausbildung zur Krankenschwester (1984–1987), um anschließend bis 1992 auch als solche im psychiatrischen Bereich zu arbeiten. Was folgte, war eine Lehre als Glaserin, die sie bereits 1994 erfolgreich abschloss und danach bis 2004, dabei auch selbst ausbildend, in diesem Beruf arbeitete.
Parallel zu ihrem Schulbesuch und den beiden sich anschließenden Lehren sowie während ihrer Berufstätigkeit nahm Rehfeld beständig weiter Tanzunterricht, zunächst vor allem in klassischem und Stepptanz, später auch in afrobrasilianischem Tanz.
1997 schloss sie sich der im Jahr zuvor von Dudu Tucci und Murah Soares gegründeten Berliner Musik- und Tanzgruppe Afoxé Loni an, zunächst als Tänzerin, durch mehrere Aufenthalte in Bahia (1998, 1999, 2001) inspiriert, ab 1999 auch als Trommlerin, als die sie schließlich 2000–2003 die Fortbildung in afrobrasilianischer Perkussion Raízes do Brasil bei Tucci absolvierte.

## Tätigkeit als Tanz- und Musikpädagogin
Bereits in ihrer Zeit bei Afoxé Loni gab Rehfeld schon 2000 in Dudu Tuccis Kreuzberger PercussionArtCenter (PAC) selbst Tanzunterricht in Movimento Ritmico, einem Brasil-Klassik-Mix.
Zeitgleich eröffnete sie 2000 ebenda ein Verkaufsgeschäft für brasilianische Musikinstrumente, in dem sie ab 2002 unter dem Firmennamen HeartBeat auch selbst brasilianische Perkussion zu unterrichten begann. 2004 verlegte sie beides nach Berlin-Neukölln, wo sie den Instrumentenverkauf allerdings nur bis 2008 fortführte, um sich seitdem ausschließlich dem Perkussionsunterricht zu widmen.
Nach abermaligem Umzug desselben, nun in das Berliner Trommelzentrum groove im Jahre 2008, war Pamela Rehfeld außerdem – auch das seit 2008 – inzwischen bereits viermal Dozentin beim von Klaus Staffa und der Berliner Landesmusikakademie ins Leben gerufenen allherbstlichen Musikfestival Samba Syndrom im Berliner FEZ.
Weitere Lehrtätigkeiten Rehfelds sind u. a. die als Musiklehrerin und Leiterin von Trommel-AGs an verschiedenen Berliner Schulen, u. a. in Marzahn-Hellersdorf, Neukölln und Kreuzberg (seit 2011), und der Aufbau einer anschließend auch von ihr selbst geleiteten Trommelgruppe der IG Metall Musik der Arbeiterbewegung (seit 2014), schließlich eine mehrwöchige Serie von Samba-Workshops in fünf chinesischen Großstädten (Peking, Jinan, Fuzhou, Xining und Yiwu (Jinhua)) im Sommer 2017.

## Tätigkeit als Musikerin

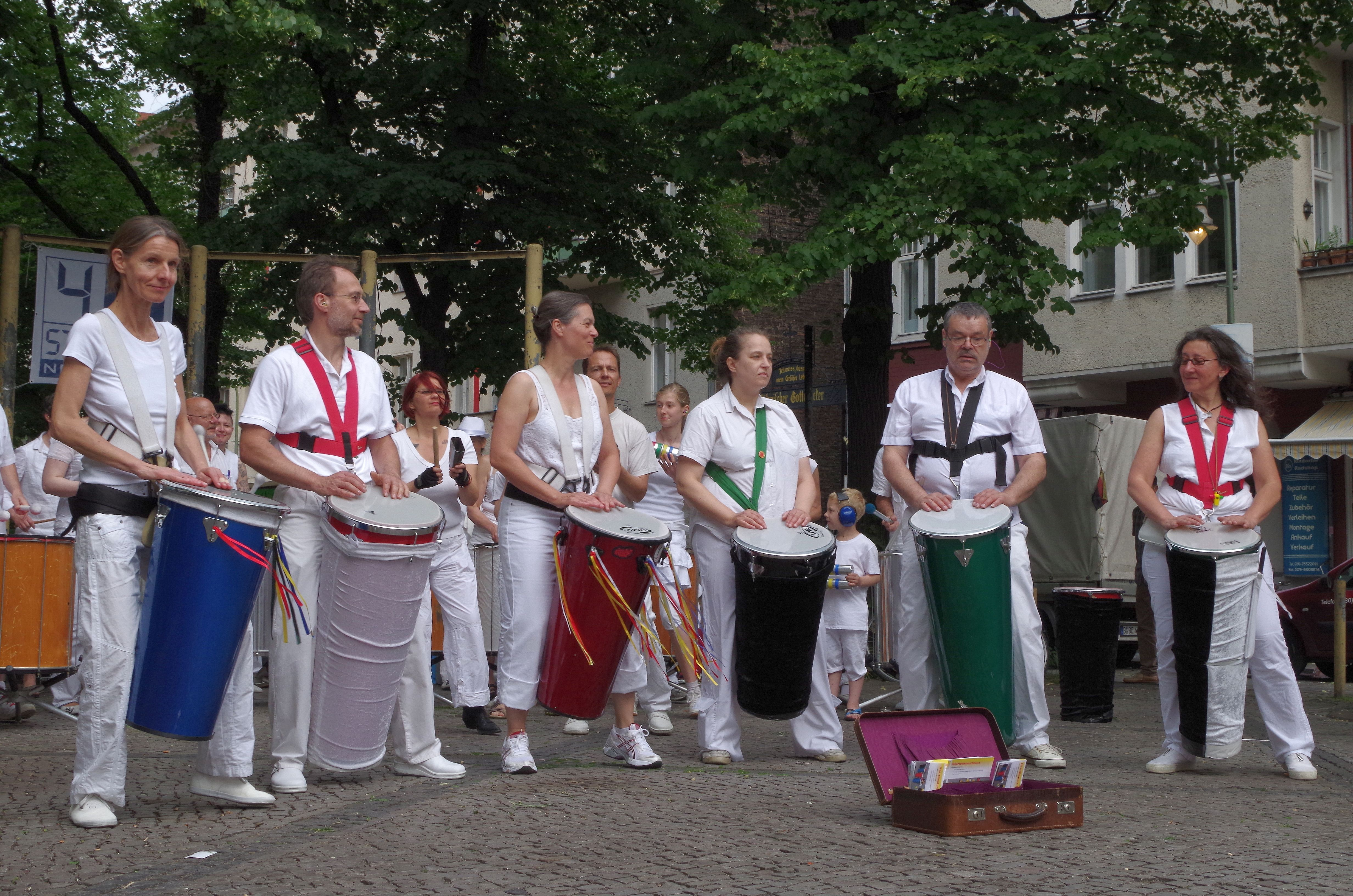
Pamela Rehfeld (r.) mit ihrer Sambagruppe HeartBeaters beim Kunstfestival 48 Stunden Neukölln 2013

Pamela Rehfeld nimmt seit 1997 kontinuierlich an diversen regionalen wie überregionalen Samba-Events teil, sei es als Mitglied von Gruppen, denen sie selbst – wie Afoxé Loni, Sapucaiu no Samba u. a. – als Musikerin angehört, sei es als Leiterin eigener Ensembles wie der Gruppe Banda Um oder den HeartBeaters, die 2006 als Fusion verschiedener Schülergruppen Rehfelds aus der 2002 von ihr gegründeten Sambaformation Mancha Azul hervorgingen.
Zu den wichtigsten in diesem Zusammenhang zu nennenden Veranstaltungen gehören dabei der Berliner Karneval der Kulturen (seit 1997), der Bremer Sambakarneval (mit eigener Gruppe seit 2005), das Sambafestival in Bad Wildungen sowie die alljährliche Fête de la Musique, das Kunstfestival 48 Stunden Neukölln, aber auch örtliche Volksfeste wie das Pankower Trommelfest Rakatak, das traditionelle Rixdorfer Strohballenrollen Popráci oder das Bergmannstraßenfest Kreuzberg jazzt!.
Um den Kontakt zu den Quellen ihres musikalischen wie musikpädagogischen Schaffens und deren aktuellen Entwicklungen nicht zu verlieren, fährt Rehfeld außerdem in Abständen immer wieder zu Studienaufenthalten nach Brasilien, so zuletzt 2011 und 2014 nach Rio de Janeiro und Recife.